# Асоціація національних олімпійських комітетів Африки
Асоціація національних олімпійських комітетів Африки (англ. Association of National Olympic Committees of Africa, ANOCA; фр. Association des Comités Nationaux Olympiques d'Afrique, ACNOA) — міжнародна спортивна організація, що об'єднує 53 національних олімпійських комітетів Африки. Разом з іншими континентальними асоціаціями національних олімпійських комітетів є частиною Асоціації національних олімпійських комітетів (АНОК).

## Країни-учасники
У наступній таблиці наведено країни Африки, що мають національні олімпійські комітети і входять в Асоціацію національних олімпійських комітетів Африки. У четвертому стовпці перша дата означає рік створення НОК, друга — визнання його Міжнародним олімпійським комітетом, якщо дати не збігаються.
| Нація                            | Код             | НОК                                                      | Дата            | Членство        | Прим.                                         |                 |                 |
| Північна Африка                  | Північна Африка | Північна Африка                                          | Північна Африка | Північна Африка | Північна Африка                               | Північна Африка | Північна Африка |
| -------------------------------- | --------------- | -------------------------------------------------------- | --------------- | --------------- | --------------------------------------------- | --------------- | --------------- |
| Алжир                            | ALG             | Algerian Olympic Committee                               | 1963/1964       | 1965            | [Архівовано 18 липня 2017 у Wayback Machine.] |                 |                 |
| Єгипет                           | EGY             | Egyptian Olympic Committee                               | 1910            | 1965            | [Архівовано 18 липня 2017 у Wayback Machine.] |                 |                 |
| Лівія                            | LBA             | Libyan Olympic Committee                                 | 1962/1963       | ?               | [Архівовано 18 липня 2017 у Wayback Machine.] |                 |                 |
| Марокко                          | MAR             | Moroccan Olympic Committee                               | 1959            | ?               | [Архівовано 22 липня 2013 у WebCite]          |                 |                 |
| Туніс                            | TUN             | Tunisian Olympic Committee                               | 1957            | 1965            | [Архівовано 16 липня 2013 у WebCite]          |                 |                 |
| Західна Африка                   |                 |                                                          |                 |                 |                                               |                 |                 |
| Кабо-Верде                       | CPV             | Comité Olímpico Caboverdeano                             | 1989/1993       | ?               | [Архівовано 18 липня 2017 у Wayback Machine.] |                 |                 |
| Бенін                            | BEN             | Benin National Olympic and Sports Committee              | 1962            | ?               | [Архівовано 18 липня 2017 у Wayback Machine.] |                 |                 |
| Буркіна-Фасо                     | BUR             | Burkinabé National Olympic and Sports Committee          | 1965/1972       | 1965            | [Архівовано 18 липня 2017 у Wayback Machine.] |                 |                 |
| Гамбія                           | GAM             | Gambia National Olympic Committee                        | 1972/1976       | ?               | [Архівовано 18 липня 2017 у Wayback Machine.] |                 |                 |
| Гана                             | GHA             | Gold Coast Olympic Committee                             | 1951/1952       | 1965            | [Архівовано 18 липня 2017 у Wayback Machine.] |                 |                 |
| Гвінея                           | GUI             | Comité National Olympique et Sportif Guinéen             | 1964/1965       | ?               | [Архівовано 18 липня 2017 у Wayback Machine.] |                 |                 |
| Гвінея-Бісау                     | GBS             | Comité Olímpico da Guiné-Bissau                          | 1992/1995       | ?               | [Архівовано 18 липня 2017 у Wayback Machine.] |                 |                 |
| Кот-д'Івуар                      | CIV             | Comité National Olympique de Côte d'Ivoire               | 1962/1963       | 1965            | [Архівовано 18 липня 2017 у Wayback Machine.] |                 |                 |
| Ліберія                          | LBR             | Liberia National Olympic Committee                       | 1954/1955       | ?               | [Архівовано 18 липня 2017 у Wayback Machine.] |                 |                 |
| Малі                             | MLI             | Comité National Olympique et Sportif du Mali             | 1962/1963       | 1965            | [Архівовано 18 липня 2017 у Wayback Machine.] |                 |                 |
| Мавританія                       | MTN             | Comité National Olympique et Sportif Mauritanien         | 1962/1979       | ?               | [Архівовано 18 липня 2017 у Wayback Machine.] |                 |                 |
| Нігер                            | NIG             | Nigerien Olympic and National Sports Committee           | 1964            | 1965            | [Архівовано 18 липня 2017 у Wayback Machine.] |                 |                 |
| Нігерія                          | NGR             | Nigeria Olympic Committee                                | 1951            | 1965            | [Архівовано 18 липня 2017 у Wayback Machine.] |                 |                 |
| Сенегал                          | SEN             | Comité National Olympique et Sportif Sénégalais          | 1961/1963       | 1965            | [Архівовано 18 липня 2017 у Wayback Machine.] |                 |                 |
| Сьєрра-Леоне                     | SLE             | National Olympic Committee of Sierra Leone               | 1964            | ?               | [Архівовано 18 липня 2017 у Wayback Machine.] |                 |                 |
| Того                             | TOG             | Comité National Olympique Togolais                       | 1963/1965       | 1965            | [Архівовано 18 липня 2017 у Wayback Machine.] |                 |                 |
| Центральна Африка                |                 |                                                          |                 |                 |                                               |                 |                 |
| Камерун                          | CMR             | Comité National Olympique et Sportif du Cameroun         | 1963            | 1965            | [Архівовано 18 липня 2017 у Wayback Machine.] |                 |                 |
| Центральноафриканська Республіка | CAF             | Comité National Olympique et Sportif Centrafricain       | 1964/1965       | 1965            | [Архівовано 18 липня 2017 у Wayback Machine.] |                 |                 |
| Чад                              | CHA             | Comité Olympique et Sportif Tchadien                     | 1963/1964       | 1965            | [Архівовано 18 липня 2017 у Wayback Machine.] |                 |                 |
| Республіка Конго                 | CGO             | Comité National Olympique et Sportif Congolais           | 1964            | 1965            | [Архівовано 18 липня 2017 у Wayback Machine.] |                 |                 |
| ДР Конго                         | COD             | Comité Olympique Congolais                               | 1963/1968       | 1965            | [Архівовано 18 липня 2017 у Wayback Machine.] |                 |                 |
| Екваторіальна Гвінея             | GEQ             | Comité National Olympique Equato-Guinéen                 | 1980/1984       | ?               | [Архівовано 18 липня 2017 у Wayback Machine.] |                 |                 |
| Габон                            | GAB             | Comité Olympique Gabonais                                | 1965/1968       | 1965            | [Архівовано 18 липня 2017 у Wayback Machine.] |                 |                 |
| Сан-Томе і Принсіпі              | STP             | Comité Olímpico de São Tomé e Príncipe                   | 1979/1993       | ?               | [Архівовано 18 липня 2017 у Wayback Machine.] |                 |                 |
| Східна Африка                    |                 |                                                          |                 |                 |                                               |                 |                 |
| Бурунді                          | BDI             | Comité National Olympique du Burundi                     | 1990/1993       | ?               | [Архівовано 18 липня 2017 у Wayback Machine.] |                 |                 |
| Джибуті                          | DJI             | Comité National Olympique Djiboutien                     | 1983/1984       | ?               | [Архівовано 18 липня 2017 у Wayback Machine.] |                 |                 |
| Еритрея                          | ERI             | Eritrean National Olympic Committee                      | 1996/1999       | ?               | [Архівовано 18 липня 2017 у Wayback Machine.] |                 |                 |
| Ефіопія                          | ETH             | Ethiopian Olympic Committee                              | 1948/1954       | 1965            | [Архівовано 31 січня 2013 у Wayback Machine.] |                 |                 |
| Кенія                            | KEN             | National Olympic Committee of Kenya                      | 1955            | 1965            | [Архівовано 18 липня 2017 у Wayback Machine.] |                 |                 |
| Руанда                           | RWA             | Comité National Olympique et Sportif du Rwanda           | 1984            | ?               | [Архівовано 18 липня 2017 у Wayback Machine.] |                 |                 |
| Сейшельські Острови              | SEY             | Seychelles Olympic and Commonwealth Games Association    | 1979            | ?               | [Архівовано 18 липня 2017 у Wayback Machine.] |                 |                 |
| Сомалі                           | SOM             | Somali Olympic Committee                                 | 1959/1972       | ?               | [Архівовано 18 липня 2017 у Wayback Machine.] |                 |                 |
| Південний Судан                  | SSD             | South Sudan National Olympic Committee                   | 2015            | 2015            | [Архівовано 12 липня 2017 у Wayback Machine.] |                 |                 |
| Судан                            | SUD             | Sudan Olympic Committee                                  | 1956/1959       | ?               | [Архівовано 18 липня 2017 у Wayback Machine.] |                 |                 |
| Танзанія                         | TAN             | Tanzania Olympic Committee                               | 1968            | 1965            | [Архівовано 18 липня 2017 у Wayback Machine.] |                 |                 |
| Уганда                           | UGA             | Uganda Olympic Committee                                 | 1950/1956       | 1965            | [Архівовано 18 липня 2017 у Wayback Machine.] |                 |                 |
| Південна Африка                  |                 |                                                          |                 |                 |                                               |                 |                 |
| Ангола                           | ANG             | Comité Olímpico Angolano                                 | 1979/1980       | ?               | [Архівовано 18 липня 2017 у Wayback Machine.] |                 |                 |
| Ботсвана                         | BOT             | Botswana National Olympic Committee                      | 1978/1980       | ?               | [Архівовано 18 липня 2017 у Wayback Machine.] |                 |                 |
| Коморські Острови                | COM             | Comité Olympique et Sportif des Iles Comores             | 1979/1993       | ?               | [Архівовано 18 липня 2017 у Wayback Machine.] |                 |                 |
| Лесото                           | LES             | Lesotho National Olympic Committee                       | 1971/1972       | ?               | [Архівовано 18 липня 2017 у Wayback Machine.] |                 |                 |
| Мадагаскар                       | MAD             | Comité Olympique Malgache                                | 1963/1964       | 1965            | [Архівовано 18 липня 2017 у Wayback Machine.] |                 |                 |
| Малаві                           | MAW             | Olympic and Commonwealth Games Association of Malawi     | 1968            | ?               | [Архівовано 18 липня 2017 у Wayback Machine.] |                 |                 |
| Маврикій                         | MRI             | Mauritius Olympic Committee                              | 1971/1972       | ?               | [Архівовано 18 липня 2017 у Wayback Machine.] |                 |                 |
| Мозамбік                         | MOZ             | Comité Olímpico Nacional de Moçambique                   | 1979            | ?               | [Архівовано 18 липня 2017 у Wayback Machine.] |                 |                 |
| Намібія                          | NAM             | Namibian National Olympic Committee                      | 1990/1991       | ?               | [Архівовано 18 липня 2017 у Wayback Machine.] |                 |                 |
| ПАР                              | RSA             | South African Sports Confederation and Olympic Committee | 1991            | ?               | [Архівовано 18 липня 2017 у Wayback Machine.] |                 |                 |
| Есватіні                         | SWZ             | Swaziland Olympic and Commonwealth Games Association     | 1971/1972       | ?               | [Архівовано 18 липня 2017 у Wayback Machine.] |                 |                 |
| Замбія                           | ZAM             | National Olympic Committee of Zambia                     | 1964            | 1965            | [Архівовано 18 липня 2017 у Wayback Machine.] |                 |                 |
| Зімбабве                         | ZIM             | Zimbabwe Olympic Committee                               | 1934/1980       | ?               | [Архівовано 18 липня 2017 у Wayback Machine.] |                 |                 |

### Регіональні зони

#### 1
- Алжир
- Лівія
- Марокко
- Туніс

#### 2
- Кабо-Верде
- Гамбія
- Гвінея
- Гвінея-Бісау
- Малі
- Мавританія
- Сенегал
- Сьєрра-Леоне

#### 3
- Бенін
- Буркіна-Фасо
- Кот-д'Івуар
- Гана
- Ліберія
- Нігер
- Нігерія
- Того

#### 4
- Камерун
- Центральноафриканська Республіка
- Чад
- Республіка Конго
- ДР Конго
- Екваторіальна Гвінея
- Габон
- Сан-Томе і Принсіпі

#### 5
- Бурунді
- Єгипет
- Еритрея
- Ефіопія
- Кенія
- Руанда
- Сомалі
- Південний Судан
- Судан
- Танзанія
- Уганда

#### 6
- Ангола
- Ботсвана
- Лесото
- Малаві
- Мозамбік
- Намібія
- Есватіні
- ПАР
- Замбія
- Зімбабве

#### 7
- Коморські Острови
- Джибуті
- Мадагаскар
- Маврикій
- Сейшельські Острови